# Miúcha
Heloísa Maria Buarque de Hollanda, művésznevén Miúcha (Rio de Janeiro, 1937. november 30. – Rio de Janeiro, 2018. december 27.) brazil énekesnő.

## Diszkográfia
- Miúcha & Antônio Carlos Jobim (1977)
- Tom/Vinicius/Toquinho/Miúcha (1977)
- Os Saltimbancos (1977)
- Miúcha & Tom Jobim (1979)
- Tom Jobim, Vinicius de Moraes, Toquinho e Miúcha - Musicalmente ao vivo na Itália (1979)
- Miúcha (1980)
- Miúcha (1989)
- Vivendo Vinicius ao vivo Baden Powell, Carlos Lyra, Miúcha e Toquinho (1999)
- Rosa amarela (1999)
- Miúcha.compositores (2002)
- Miúcha canta Vinicius & Vinicius - Música e letra (2003)
- Miúcha Outros Sonhos (2007)
- Miúcha com Vinícius/Tom/João (2008)